# Pfarrkirche St. Antonius von Padua (Wien)

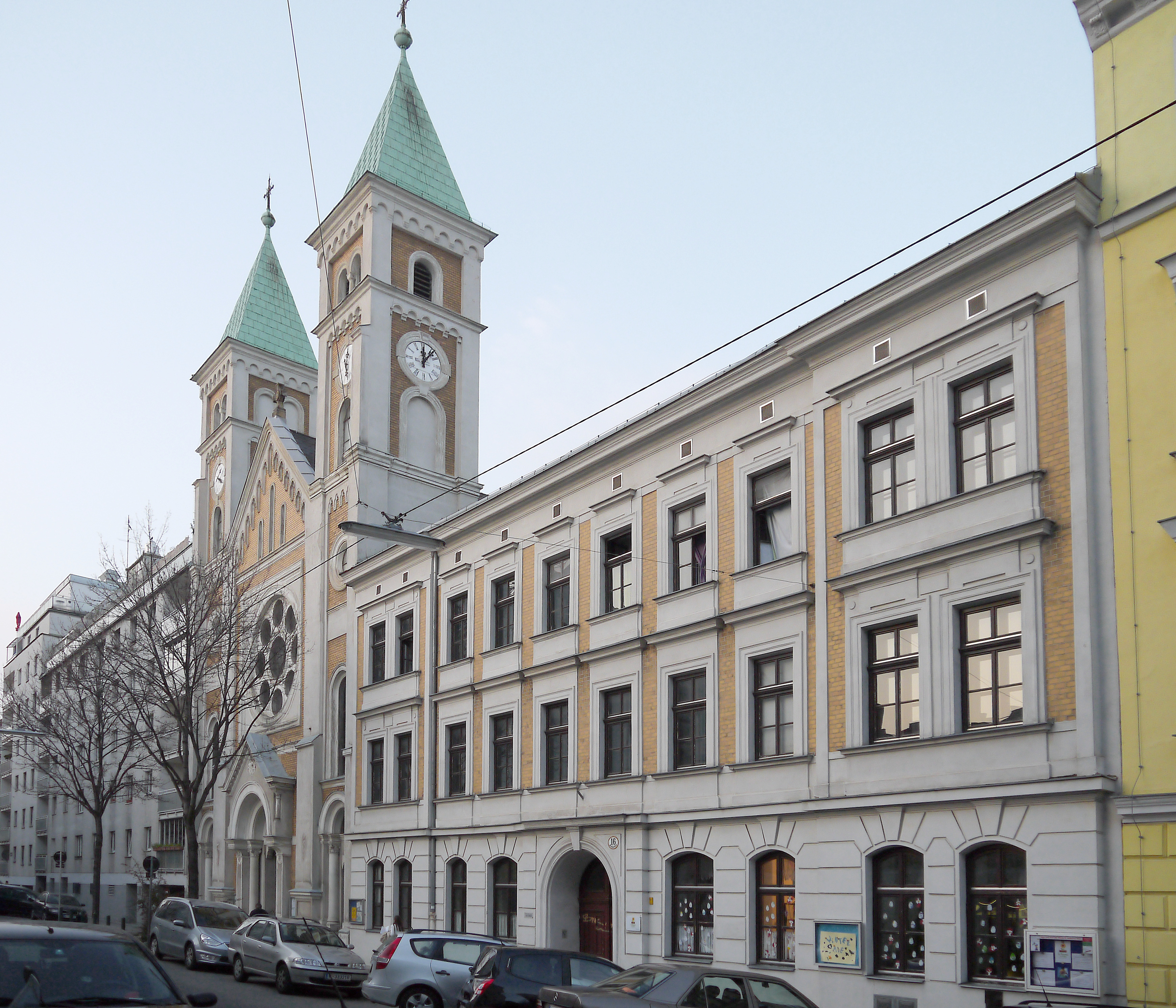
Pfarrkirche St. Antonius von Padua

Die Antoniuskirche ist eine dem heiligen Antonius von Padua geweihte, ehemals römisch-katholische und seit 2014 rumänisch-orthodoxe Pfarrkirche in der Pouthongasse im 15. Wiener Gemeindebezirk Rudolfsheim-Fünfhaus. Die rumänische-orthodoxe Gemeinde wählte als Schutzpatron den Hl. Antonius den Großen, der sowohl in der West- als auch in der Ostkirche verehrt wird.

## Geschichte
Am 27. August 1893 wurde die von Ludwig Zatzka erbaute Kirche dem heiligen Antonius von Padua geweiht und war Bestandteil des St. Antonius Armen- und Krankenasyls. Das Asyl wurde von den Barmherzigen Schwestern geführt und umfasste neben den heute noch bestehenden Gebäuden (Pfarrkirche und Pfarrhaus) einen Gebäudekomplex samt Gartenanlagen, welcher im Norden bis zur Hütteldorfer Straße reichte und im Osten und Westen durch die Tannengasse und die Pouthongasse begrenzt wurde. Sowohl Asyl als auch Gartenanlagen existieren heute nicht mehr.
Im Jahr 1904 wurde der Kirchenbau erweitert, wodurch die Kirche ihre heute noch bestehenden zwei Glockentürme erhielt und somit ihr äußeres Erscheinungsbild einer Klosterkirche verloren hat.
Am 1. September 1939 wurde aus dem bestehenden und die Antoniuskirche umgebenden Pfarrgebiet der Pfarre „Neufünfhaus“ ein eigenes der Antoniuskirche zugeordnetes Pfarrgebiet herausgeschnitten. Durch diese Maßnahme war es Theodor Kardinal Innitzer möglich, einen weiteren Priester zum Pfarrer einer Pfarre zu ernennen und so vor dem Zugriff durch die deutsche Wehrmacht zu schützen. Seither ist das Pfarrgebiet durch folgende Straßenzüge begrenzt: Schweglerstraße, Hütteldorfer Straße, Beingasse, Felberstraße.
Bis zum Jahr 1972 waren die Barmherzigen Schwestern neben der Pfarre mit der Pflege von Kranken und alten Menschen beschäftigt. Danach wurde die Klostergemeinschaft aufgelöst. Neben dem Klosterleben bildete sich auch eine für damalige Verhältnisse sehr aktive Pfarrgemeinschaft. Viele verschiedene Gruppen und Vereine mit katholischem Hintergrund waren bzw. sind bis heute in der Pfarre angesiedelt. Beispielsweise sind zu nennen: Marianische Frauencongregation, Legio Mariae und Vinzenverein. Weiters gab es bis in die frühen 80er Jahre einen aktiven Chor sowie mehrere Musikgruppen. Schwerpunkte lagen damals wie heute sohin im Straßenapostolat, der Betreuung von Kranken und Benachteiligten sowie in einem starken Verständnis der Liturgie im Geiste des zweiten Vatikanischen Konzils.
Anlässlich des 50-jährigen Jubiläums der Pfarre am 1. September 1989 wurde das Pfarrhaus generalsaniert. Danach wurde bis zum 100-jährigen Weihejubiläum der Kirche am 27. November 1994 die Kirche außen und innen generalsaniert. Letzte wesentliche Veränderung war die Versetzung des Altares in die Mitte des Kirchenraumes um den Anforderungen des Zweiten Vatikanischen Konzils an die Liturgie ausreichend Rechnung zu tragen.
Im Dezember 2013 gab die Erzdiözese Wien bekannt, dass die Pfarre St. Antonius aufgelöst werden soll und das Kirchengebäude an die Rumänisch-Orthodoxe Kirche abgegeben wird. Die Übergabe des Kirchengebäudes fand am 21. April 2014. Seit 2014 ist die Antonius-Kirche Pfarrkirche der rumänischen orthodoxen Pfarre Hl. Antonius der Große, die zur Rumänischen Orthodoxen Erzdiözese von Deutschland, Österreich und Luxemburg (Rumänisches Patriarchat) gehört.
Die katholische Pfarre St. Antonius von Padua wurde am 31. März 2016 aufgehoben und das Gebiet der Pfarre Rudolfsheim zugewiesen.
Seit der Übernahme entfaltet die rumänische orthodoxe Pfarre Hl. Antonius ein reges Gemeindeleben, zentriert auf Liturgie, Kinder- und Jugendaktivitäten, karitative Tätigkeit und Kulturinitiativen. In der Pfarre funktioniert seit 2014 eine sogenannte Pfarrschule, das jeden Samstag verschiedene Aktivitäten für rumänische orthodoxe Kinder und Jugendliche organisiert.

## Äußeres
Die Kirche wurde im Neuromanischen Stil erbaut. Gemeinhin war es gegen Ende des 19. Jahrhunderts weithin üblich Sakralbauten in romanischem und/oder gotischem Stil zu errichten. Öffentlich sichtbar ist lediglich die Westfassade der Kirche mit ihren zwei Türmen. Die Nord- und Südseite sind direkt verbaut (heute grenzen südlich das Pfarrhaus und nördlich ein Wohnhaus direkt an). Somit fügt sich der Kirchenbau in die Straßenzeile nahezu unbemerkt ein und gilt auch als besonderes Kleinod der sakralen Baukunst im 15. Wiener Gemeindebezirk. Die Fassade wird von einem Rosettenfenster dominiert, in dessen Zentrum sich eine Darstellung des Heiligen Geistes in Form einer Taube befindet. Die beiden Turmuhren sind bereits seit mehreren Jahrzehnten außer Betrieb. Die beiden Türme verfügen über je eine Glocke. Eine davon (aus dem Jahr 1655) ist auf den Nominal Cis +3 abgestimmt, was eine äußerst seltener Schlagton für Glocken aus dieser Zeit ist. Die zweite Glocke („Arme-Seelen-Glocke“) wurde anlässlich des 50-jährigen Pfarrjubiläums gestiftet und von Franz Kardinal König geweiht.

## Inneres

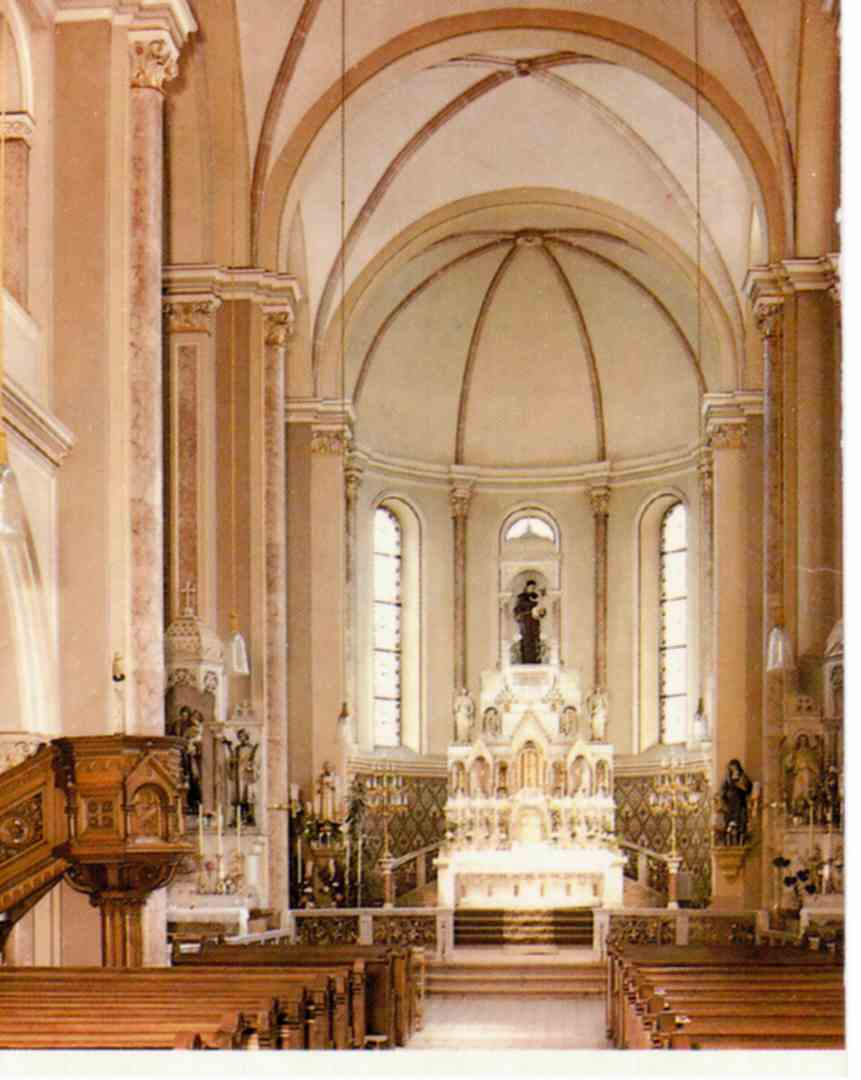
Ehemalige Innenansicht

Im Innenraum der Kirche dominiert sowohl die neuromanische Architektur als auch die für das späte 18. Jhd. typische künstlerische Ausgestaltung des Kirchenraumes. Bautechnisch folgt die Architektur dem Prinzip einer Basilika. Sämtliche Heiligenfiguren sind aufwendig bemalt, sowohl Seiten- als auch der ehemalige Hochaltar wurden aus weißem Marmor errichtet. Besondere regionale Berühmtheit erlangte die Kirche für ihre vielfältige Reliquiensammlung sowie ihre durch ihre Klostervergangenheit begründete umfangreiche Ausstattung an liturgischen Geräten und Paramenten, die an Hochfesten bis heute verwendet werden.

### Altaranlagen

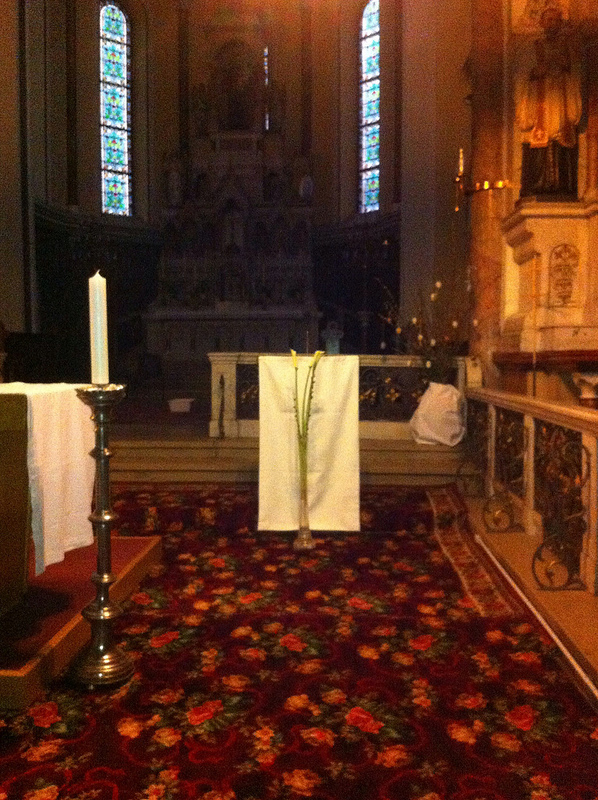
Ansicht aus dem Jahr 2012

Wie in Kirchen vorkonziliaren Baualters üblich, verfügt die Antoniuskirche über mehrere Altäre. Neben dem ehemaligen Hochaltar, der neben dem Tabernakel auch die Reliquien mehrerer Heiliger (u. u. Hl. Antonius, Hl. Leopold, Hl. Stephanus) in enthält, gibt es mehrere Seitenaltäre, die der Gottesmutter Maria sowie dem Hl. Josef geweiht sind. Ein besonderes Naheverhältnis besteht aufgrund der Historie zum Hl. Vinzenz von Paul sowie der Hl. Theresia vom Kinde Jesu. Nebst einem „Armen-Seelen-Altar“ gibt es den ursprünglich mit einem Riemenschneider-Kreuz geschmückten Kreuzaltar. Das Original-Kreuz wurde im Zuge der Auflassung des Klosters und des Asyls von den barmherzigen Schwestern in ihr Mutterhaus mitgenommen. Heute findet sich in der Antoniuskirche nur mehr eine Replik. Diese befindet sich allerdings nicht mehr über dem Kreuzaltar, sondern im hinteren Bereich der Kirche, in dem durch die Übergabe des Gebäudes an die rumänisch-orthodoxe Kirche in Österreich eine katholische Gebetsnische entstanden ist. Das Kreuz bildet darin den Mittelpunkt.
Eine feste Ikonostase wurde im März 2018 errichtet, davor gab es eine kleinere vorläufige Ikonostase. Die Ikonen stammen vom rumänischen Ikonenmaler Toma Gabriel Chituc.

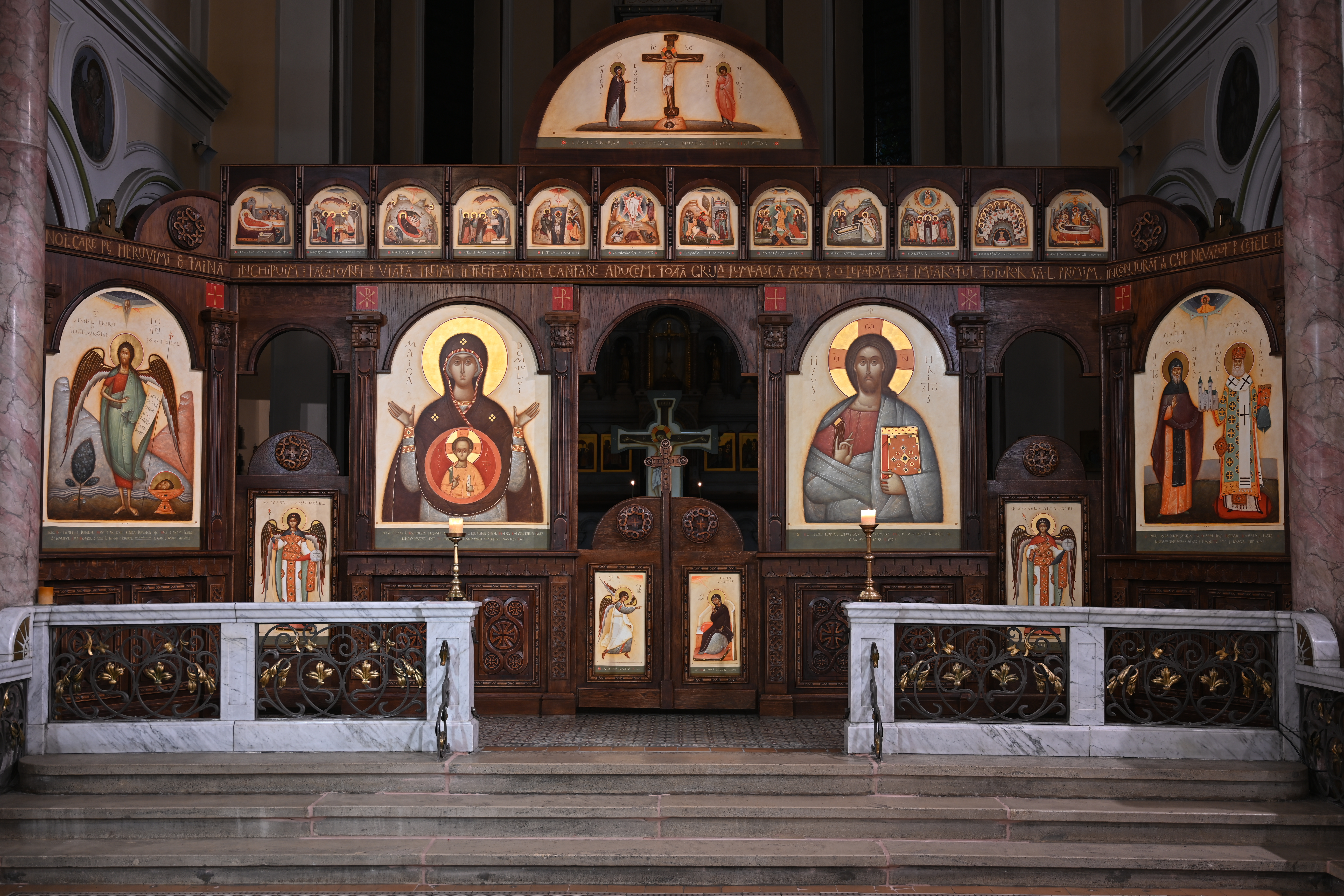
Ikonostase der Antoniuskirche (Foto aus dem Jahre 2020): Bildhauer Remus Dragomir, Ikonen von Toma Gabriel Chituc

### Orgel

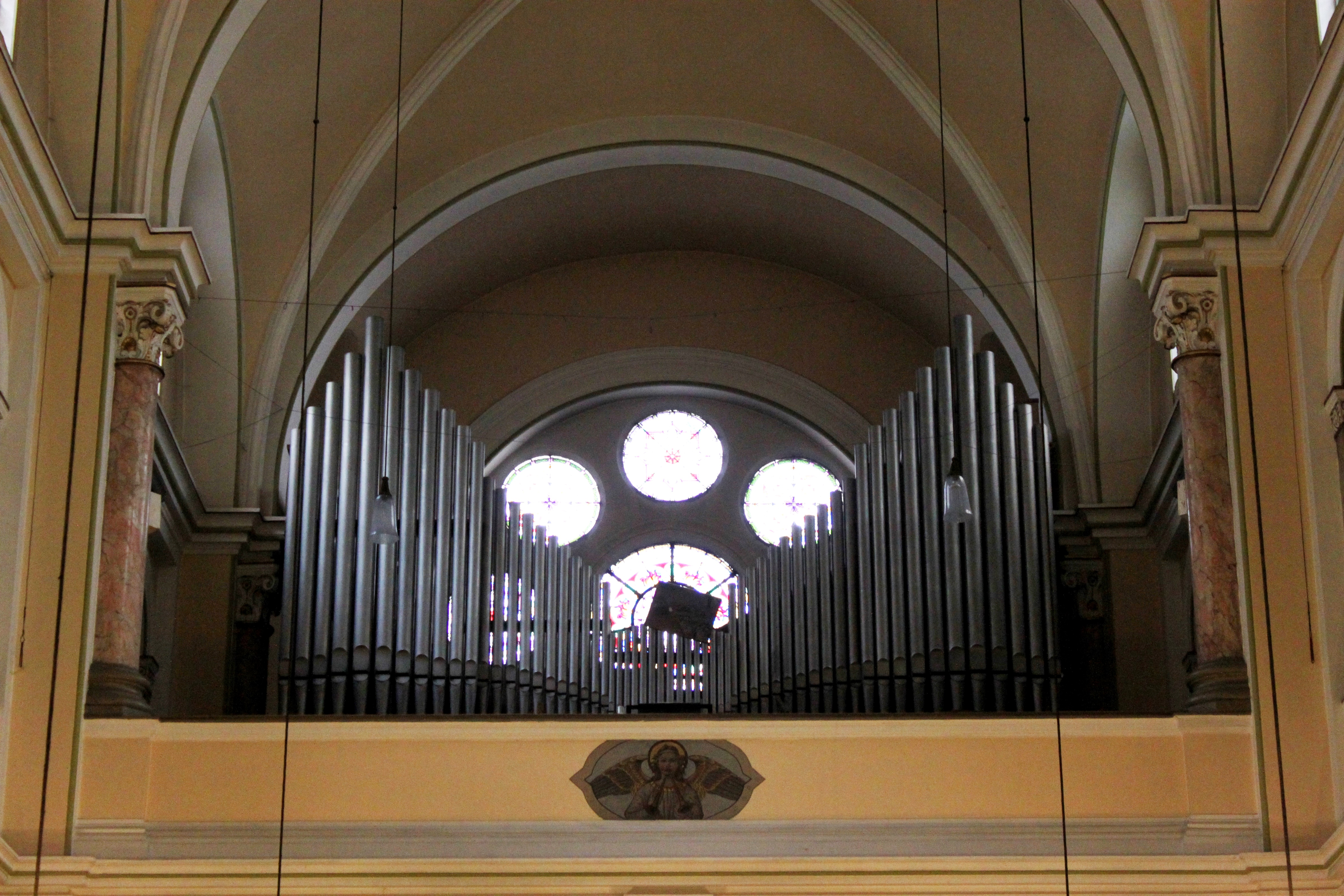
Prospekt der Orgel

Die Orgel wurde vom Wiener Orgelbauer Johann M. Kauffmann im Jahr 1913 errichtet, nachdem die alte Orgel in die Pfarr- und Wallfahrtskirche Maria Gugging übertragen worden war. Die Orgel verfügt über zwei Manuale und Pedal sowie über ein Freipfeifenprospekt.

### Kanzel
Die in der Antoniuskirche noch vorhandenen Reste der Kanzel zeigen eine neuromanische Holzkanzel mit ornamentalen Schnitzereien. Der Schalldeckel der Kanzel ist leider verschwunden. Auf Bildern in der Pfarrchronik ist seine filigrane Machart noch gut erkennbar.